# Chamaecrista dawsonii
Chamaecrista dawsonii är en ärtväxtart som först beskrevs av John Macqueen Cowan, och fick sitt nu gällande namn av Howard Samuel Irwin och Rupert Charles Barneby. Chamaecrista dawsonii ingår i släktet Chamaecrista och familjen ärtväxter. Inga underarter finns listade i Catalogue of Life.